# Гейр Іварсьой
Гейр Іварсьой (норв. Geir Ivarsøy; 27 червня 1957 — 9 березня 2006) — норвезький програміст, був провідним розробником в компанії Opera Software, відомої своїм браузером Opera. Він і Йон Стефенсон фон Течнер (Jon Stephenson von Tetzchner) працювали разом в дослідницькому підрозділі телефонної компанії Telenor, де вони розробляли програмне забезпечення під назвою MultiTorg Opera. Telenor закрила проєкт, але в 1995 році Гейр і Йон викупили права на своє дітище, сформували компанію та продовжили роботу над браузером.
Зараз цей проєкт відомий як Opera, цей браузер став дуже популярним, попри конкуренцію. Персонал Opera Software поповнився більш ніж 500 працівниками з моменту переїзду до Осло.
На зборах членів правління в січні 2004, Гейр Іварсьой заявив про відхід з членів правління Opera Software, хоча і після цього брав активну участь у розвитку компанії. У липні 2005 року він був обраний в члени номінаційного комітету компанії.
Гейр помер 9 березня 2006 року після тривалої боротьби з раком. На сторінці «Про програму» браузера Opera (починаючи з 9-ї версії) розміщена посвята — «Пам'яті Гейра Іварсьой (Geir Ivarsøy)».